# Copa Mundial Femenina de Fútbol Sub-17 de 2014
La IV Copa Mundial Femenina de Fútbol Sub-17 se llevó a cabo entre el 15 de marzo y el 4 de abril de 2014. El país organizador del evento fue Costa Rica, que fue designada como tal el 3 de marzo de 2011.

## Formato de competición
Los 16 equipos que participan en la fase final se dividen en cuatro grupos de cuatro equipos cada uno. Dentro de cada grupo se enfrentan una vez entre sí, mediante el sistema de todos contra todos. Según el resultado de cada partido se otorgan tres puntos al ganador, un punto a cada equipo en caso de empate, y ninguno al perdedor.
Pasan a la siguiente ronda los dos equipos de cada grupo mejor clasificados. El orden de clasificación se determina teniendo en cuenta los siguientes criterios, en orden de preferencia:
1. El mayor número de puntos obtenidos teniendo en cuenta todos los partidos del grupo
2. La mayor diferencia de goles teniendo en cuenta todos los partidos del grupo
3. El mayor número de goles a favor anotados teniendo en cuenta todos los partidos del grupo

Si dos o más equipos quedan igualados según las pautas anteriores, sus posiciones se determinarán mediante los siguientes criterios, en orden de preferencia:
1. El mayor número de puntos obtenidos en los partidos entre los equipos en cuestión
2. La diferencia de goles teniendo en cuenta los partidos entre los equipos en cuestión
3. El mayor número de goles a favor anotados por cada equipo en los partidos disputados entre los equipos en cuestión
4. Sorteo del comité organizador de la Copa Mundial

La segunda ronda incluye todas las fases desde los cuartos de final hasta la final. Mediante el sistema de eliminación directa se clasifican los dos semifinalistas. Los equipos perdedores de las semifinales juegan un partido por el tercer y cuarto puesto, mientras que los ganadores disputan el partido final, donde el vencedor obtiene el título.
Si después de los 90 minutos de juego el partido se encuentra empatado se juega un tiempo suplementario de dos etapas de 15 minutos cada una. Si el resultado sigue empatado tras esta prórroga, el partido se define por el procedimiento de tiros desde el punto penal.

## Equipos participantes
En cursiva, los equipos debutantes.
| Clasificatorias | Clasificatorias | Clasificatorias | Clasificatorias | Clasificatorias | Clasificatorias |
| --------------- | --------------- | --------------- | --------------- | --------------- | --------------- |
| AFC             | CAF             | Concacaf        | Conmebol        | UEFA            |                 |

| Equipos participantes | Equipos participantes | Equipos participantes | Equipos participantes |
| --------------------- | --------------------- | --------------------- | --------------------- |
| Alemania              | Corea del Norte       | Italia                | Nueva Zelanda         |
| Canadá                | Costa Rica            | Japón                 | Paraguay              |
| China                 | España                | México                | Venezuela             |
| Colombia              | Ghana                 | Nigeria               | Zambia                |

## Organización

### Sedes
Solo se usaron cuatro estadios en esta edición:
| Costa Rica                     | Costa Rica                      | Costa Rica                |
| Alajuela                       | San José Alajuela Tibás Liberia | Liberia                   |
| ------------------------------ | ------------------------------- | ------------------------- |
| Alejandro Morera Soto          | San José Alajuela Tibás Liberia | Edgardo Baltodano Briceño |
| Capacidad: 17.895              | San José Alajuela Tibás Liberia | Capacidad: 6.500          |
|                                | San José Alajuela Tibás Liberia |                           |
| San José                       | San José Alajuela Tibás Liberia | Tibás                     |
| Estadio Nacional de Costa Rica | San José Alajuela Tibás Liberia | Ricardo Saprissa Aymá     |
| Capacidad: 35.175              | San José Alajuela Tibás Liberia | Capacidad: 23.112         |
|                                | San José Alajuela Tibás Liberia |                           |

Originalmente también se había designado la ciudad de Jacó como una de las sedes, se iba a construir un estadio totalmente nuevo y con capacidad para 8.000 personas; sin embargo, debido al tiempo que faltaba para el evento se decidió que esta ciudad no sería sede de la Copa Mundial Femenina de Fútbol Sub-17 de 2014.

### Árbitros
AFC
- Fusako Kajiyama
- Pannipar Kamnueng
- Abirami Apbai Naidu

Concacaf
- Lucila Venegas
- Miriran León
- Marianela Araya
- Cardella Samuels

Conmebol
- Ana Marques
- María Carvajal
- Silvia Reyes

CAF
- Aissata Amegee
- Gladys Lengwe

OFC
- Anna-Marie Keighley

UEFA
- Katalin Kulcsár
- Pernilla Larsson
- Carina Vitulano
- Kateryna Monzul
- Jana Adámková

## Sorteo
El día 16 de diciembre de 2013 la FIFA anunció que bombos se repartirán de la siguiente manera:
| Bombo 1 Cabezas de serie                    | Bombo 2 Conmebol, Concacaf         | Bombo 3 CAF, OFC                   | Bombo 4 UEFA, AFC                   |
| ------------------------------------------- | ---------------------------------- | ---------------------------------- | ----------------------------------- |
| Costa Rica(anfitrión) Alemania Japón México | Venezuela Colombia Paraguay Canadá | Nigeria Zambia Ghana Nueva Zelanda | Corea del Norte China España Italia |

El sorteo se realizó el 17 de diciembre de 2013 en la Antigua Aduana, en San José (Costa Rica); la ceremonia fue conducida por Leonora Jiménez y el sorteo estuvo a cargo de Haenni, ayudada por la futbolista del PSG, Shirley Cruz. 
Los encargados de sacar las balotas fueron Yeltsin Tejeda, Mauricio Montero, Tamela Hedström y la exjugadora Marianela Valverde.
También participó el grupo argentino F.A.N.S, que presentó el tema oficial del torneo, «Pasión total».

## Primera fase
- Los horarios son correspondientes a la hora de Costa Rica (UTC-6).

### Grupo A
| Equipo     | Pts | PJ | PG | PE | PP | GF | GC | Dif |
| ---------- | --- | -- | -- | -- | -- | -- | -- | --- |
| Venezuela  | 9   | 3  | 3  | 0  | 0  | 8  | 0  | 8   |
| Italia     | 6   | 3  | 2  | 0  | 1  | 3  | 1  | 2   |
| Zambia     | 3   | 3  | 1  | 0  | 2  | 2  | 7  | -5  |
| Costa Rica | 0   | 3  | 0  | 0  | 3  | 1  | 6  | -5  |

| 15 de marzo de 2014, 17:00 | Italia            | 2:0 (1:0) | Zambia | Estadio Nacional, San José                                |                                                           |
|                            | Serturini 41' 53' | Reporte   |        | Asistencia: 34743 espectadores Árbitro(s): Lucila Venegas | Asistencia: 34743 espectadores Árbitro(s): Lucila Venegas |

| 15 de marzo de 2014, 20:00 | Costa Rica | 0:3 (0:0) | Venezuela                        | Estadio Nacional, San José                                  |                                                             |
|                            |            | Reporte   | Castellanos 49' 52' · Moreno 88' | Asistencia: 34453 espectadores Árbitro(s): Pernilla Larsson | Asistencia: 34453 espectadores Árbitro(s): Pernilla Larsson |

| 18 de marzo de 2014, 17:00 | Venezuela                               | 4:0 (1:0) | Zambia | Estadio Nacional, San José                               |                                                          |
|                            | Castellanos 14' · G. García 47' 59' 86' | Reporte   |        | Asistencia: 25624 espectadores Árbitro(s): Jana Adamkova | Asistencia: 25624 espectadores Árbitro(s): Jana Adamkova |

| 18 de marzo de 2014, 20:00 | Costa Rica | 0:1 (0:1) | Italia        | Estadio Nacional, San José                              |                                                         |
|                            |            | Reporte   | Marinelli 19' | Asistencia: 25624 espectadores Árbitro(s): Silvia Reyes | Asistencia: 25624 espectadores Árbitro(s): Silvia Reyes |

| 22 de marzo de 2014, 20:00 | Zambia                          | 2:1 (1:1) | Costa Rica | Estadio Ricardo Saprissa Aymá, Tibás                          |                                                               |
|                            | G. Chanda 8' · Araya 69' (a.g.) | Reporte   | Varela 3'  | Asistencia: 9658 espectadores Árbitro(s): Anna-Marie Keighley | Asistencia: 9658 espectadores Árbitro(s): Anna-Marie Keighley |

| 22 de marzo de 2014, 20:00 | Venezuela       | 1:0 (0:0) | Italia | Estadio Alejandro Morera Soto, Alajuela                    |                                                            |
|                            | Castellanos 46' | Reporte   |        | Asistencia: 5863 espectadores Árbitro(s): Cardella Samuels | Asistencia: 5863 espectadores Árbitro(s): Cardella Samuels |

### Grupo B
| Equipo          | Pts | PJ | PG | PE | PP | GF | GC | Dif |
| --------------- | --- | -- | -- | -- | -- | -- | -- | --- |
| Ghana           | 6   | 3  | 2  | 0  | 1  | 4  | 2  | 2   |
| Canadá          | 5   | 3  | 1  | 2  | 0  | 5  | 4  | 1   |
| Corea del Norte | 4   | 3  | 1  | 1  | 1  | 5  | 6  | -1  |
| Alemania        | 1   | 3  | 0  | 1  | 2  | 5  | 7  | -2  |

| 15 de marzo de 2014, 17:00 | Ghana                         | 2:0 (1:0) | Corea del Norte | Estadio Edgardo Baltodano, Liberia                        |                                                           |
|                            | Ayieyam 16' · Owusu-Ansah 50' | Reporte   |                 | Asistencia: 2910 espectadores Árbitro(s): Katalin Kulcsar | Asistencia: 2910 espectadores Árbitro(s): Katalin Kulcsar |

| 15 de marzo de 2014, 20:00 | Alemania                    | 2:2 (0:2) | Canadá                     | Estadio Edgardo Baltodano, Liberia                    |                                                       |
|                            | Ehegötz 65' · Fellhauer 68' | Reporte   | Fleming 3' · Levasseur 44' | Asistencia: 2910 espectadores Árbitro(s): Ana Marques | Asistencia: 2910 espectadores Árbitro(s): Ana Marques |

| 18 de marzo de 2014, 17:00 | Ghana       | 1:0 (1:0) | Alemania | Estadio Edgardo Baltodano, Liberia                          |                                                             |
|                            | Amfobea 43' | Reporte   |          | Asistencia: 3250 espectadores Árbitro(s): Pannipar Kamnueng | Asistencia: 3250 espectadores Árbitro(s): Pannipar Kamnueng |

| 18 de marzo de 2014, 20:00 | Corea del Norte    | 1:1 (0:0) | Canadá                  | Estadio Edgardo Baltodano, Liberia                        |                                                           |
|                            | Sung Hyang Sim 54' | Reporte   | Kim Jong Sim 86' (a.g.) | Asistencia: 3250 espectadores Árbitro(s): Carina Vitulano | Asistencia: 3250 espectadores Árbitro(s): Carina Vitulano |

| 22 de marzo de 2014, 17:00 | Canadá           | 2:1 (2:0) | Ghana           | Estadio Ricardo Saprissa Aymá, Tibás                      |                                                           |
|                            | Levasseur 9' 40' | Reporte   | Owusu-Ansah 72' | Asistencia: 9658 espectadores Árbitro(s): Kateryna Monzul | Asistencia: 9658 espectadores Árbitro(s): Kateryna Monzul |

| 22 de marzo de 2014, 17:00 | Corea del Norte                                                                | 4:3 (3:3) | Alemania                              | Estadio Alejandro Morera Soto, Alajuela                  |                                                          |
|                            | Ju Hyo Sim 30' · Sung Hyang Sim 35' · Wi Jong Sim 41' · Ri Ji Hyang 61' (pen.) | Reporte   | Ehegötz 5' · Sehan 12' · Walkling 25' | Asistencia: 5863 espectadores Árbitro(s): Lucila Vanegas | Asistencia: 5863 espectadores Árbitro(s): Lucila Vanegas |

### Grupo C
| Equipo        | Pts | PJ | PG | PE | PP | GF | GC | Dif |
| ------------- | --- | -- | -- | -- | -- | -- | -- | --- |
| Japón         | 9   | 3  | 3  | 0  | 0  | 15 | 0  | 15  |
| España        | 6   | 3  | 2  | 0  | 1  | 10 | 3  | 7   |
| Nueva Zelanda | 1   | 3  | 0  | 1  | 2  | 1  | 7  | -6  |
| Paraguay      | 1   | 3  | 0  | 1  | 2  | 2  | 18 | -16 |

| 16 de marzo de 2014, 11:00 | Nueva Zelanda | 1:1 (0:0) | Paraguay    | Estadio Ricardo Saprissa Aymá, Tibás                        |                                                             |
|                            | Cleverley 69' | Reporte   | Barrios 84' | Asistencia: 2250 espectadores Árbitro(s): Pannipar Kamnueng | Asistencia: 2250 espectadores Árbitro(s): Pannipar Kamnueng |

| 16 de marzo de 2014, 14:00 | España | 0:2 (0:1) | Japón                        | Estadio Ricardo Saprissa Aymá, Tibás                       |                                                            |
|                            |        | Reporte   | Miyagawa 43' · Matsubara 51' | Asistencia: 2250 espectadores Árbitro(s): Cardella Samuels | Asistencia: 2250 espectadores Árbitro(s): Cardella Samuels |

| 19 de marzo de 2014, 17:00 | Nueva Zelanda | 0:3 (0:2) | España                                        | Estadio Ricardo Saprissa Aymá, Tibás                     |                                                          |
|                            |               | Reporte   | Hernández 3' · P. Garrote 34' · N. García 67' | Asistencia: 2364 espectadores Árbitro(s): Aissata Amegee | Asistencia: 2364 espectadores Árbitro(s): Aissata Amegee |

| 19 de marzo de 2014, 20:00 | Paraguay | 0:10 (0:3) | Japón | Estadio Ricardo Saprissa Aymá, Tibás                       |                                                            |
|                            |          | Reporte    | Hasegawa 15' · Endo 22' · Miyagawa 36' · Ichise 47' · Hiratsuka 56' · Saihara 62' · Sugita 75' 85' 86' · Kono 90+2' (pen.) | Asistencia: 2364 espectadores Árbitro(s): Pernilla Larsson | Asistencia: 2364 espectadores Árbitro(s): Pernilla Larsson |

| 23 de marzo de 2014, 17:00 | Japón                                                 | 3:0 (1:0) | Nueva Zelanda | Estadio Nacional, San José                            |                                                       |
|                            | Hasegawa 20' · Kobayashi 71' (pen.) · Matsubara 90+3' | Reporte   |               | Asistencia: 5100 espectadores Árbitro(s): Ana Marques | Asistencia: 5100 espectadores Árbitro(s): Ana Marques |

| 23 de marzo de 2014, 17:00 | Paraguay  | 1:7 (1:3) | España                                                               | Estadio Edgardo Baltodano Briceño, Liberia            |                                                       |
|                            | Godoy 24' | Reporte   | Beltrán 4' · Falcón 11' 17' · N. García 64' 83' · P. Garrote 76' 79' | Asistencia: 3199 espectadores Árbitro(s): Mirian Leon | Asistencia: 3199 espectadores Árbitro(s): Mirian Leon |

### Grupo D
| Equipo   | Pts | PJ | PG | PE | PP | GF | GC | Dif |
| -------- | --- | -- | -- | -- | -- | -- | -- | --- |
| Nigeria  | 9   | 3  | 3  | 0  | 0  | 7  | 2  | 5   |
| México   | 6   | 3  | 2  | 0  | 1  | 8  | 3  | 5   |
| China    | 3   | 3  | 1  | 0  | 2  | 4  | 7  | -3  |
| Colombia | 0   | 3  | 0  | 0  | 3  | 2  | 9  | -7  |

| 16 de marzo de 2014, 14:00 | México                                                  | 4:0 (3:0) | Colombia | Estadio Alejandro Morera Soto, Alajuela                   |                                                           |
|                            | Salazar 1' · Crowther 4' · J. González 14' · Huerta 71' | Reporte   |          | Asistencia: 4300 espectadores Árbitro(s): Fusako Kajiyama | Asistencia: 4300 espectadores Árbitro(s): Fusako Kajiyama |

| 16 de marzo de 2014, 17:00 | China         | 1:2 (0:1) | Nigeria                | Estadio Alejandro Morera Soto, Alajuela                   |                                                           |
|                            | Fan Yuqiu 64' | Reporte   | Ajibade 21' · Kanu 63' | Asistencia: 4300 espectadores Árbitro(s): Kateryna Monzul | Asistencia: 4300 espectadores Árbitro(s): Kateryna Monzul |

| 19 de marzo de 2014, 17:00 | México                                                        | 4:0 (2:0) | China | Estadio Alejandro Morera Soto, Alajuela                       |                                                               |
|                            | Bernal 30' (pen.) · J. González 42' · Martínez 66' · Cruz 87' | Reporte   |       | Asistencia: 4629 espectadores Árbitro(s): Anna-Marie Keighley | Asistencia: 4629 espectadores Árbitro(s): Anna-Marie Keighley |

| 19 de marzo de 2014, 20:00 | Colombia          | 1:2 (1:1) | Nigeria               | Estadio Alejandro Morera Soto, Alajuela               |                                                       |
|                            | Ang. Rodríguez 3' | Reporte   | Bokiri 26' · Kanu 59' | Asistencia: 4629 espectadores Árbitro(s): Mirian León | Asistencia: 4629 espectadores Árbitro(s): Mirian León |

| 23 de marzo de 2014, 20:00 | Nigeria                             | 3:0 (2:0) | México | Estadio Nacional, San José                             |                                                        |
|                            | Ajibade 12' · Kanu 16' · Yakubu 58' | Reporte   |        | Asistencia: 5100 espectadores Árbitro(s): Silvia Reyes | Asistencia: 5100 espectadores Árbitro(s): Silvia Reyes |

| 23 de marzo de 2014, 20:00 | Colombia           | 1:3 (0:0) | China                                              | Estadio Edgardo Baltodano Briceño, Liberia                |                                                           |
|                            | And. Rodríguez 60' | Reporte   | Cui Yuhan 72' · Páez 75' (a.g.) · Chen Yudan 90+1' | Asistencia: 3199 espectadores Árbitro(s): Katalin Kulcsar | Asistencia: 3199 espectadores Árbitro(s): Katalin Kulcsar |

## Segunda fase
|  | Cuartos de final      | Cuartos de final     |                      |             | Semifinales  | Semifinales  |  |  | Final                | Final |
|  |                       |                      |                      |             |              |              |  |  |                      |       |
|  | San José, 27 de marzo |                      |                      |             |              |              |  |  |                      |       |
|  |                       |                      |                      |             |              |              |  |  |                      |       |
|  | Venezuela             | 3                    |                      |             |              |              |  |  |                      |       |
|  | Venezuela             | 3                    | Liberia, 31 de marzo |             |              |              |  |  |                      |       |
|  | Canadá                | 2                    |                      |             |              |              |  |  |                      |       |
|  | Canadá                | 2                    | Venezuela            | 1           |              |              |  |  |                      |       |
|  | Liberia, 27 de marzo  |                      | Venezuela            | 1           |              |              |  |  |                      |       |
|  |                       | Japón                | 4                    |             |              |              |  |  |                      |       |
|  | Japón                 | Japón                | 4                    | 2           |              |              |  |  |                      |       |
|  | Japón                 |                      | San José, 4 de abril | 2           |              |              |  |  |                      |       |
|  | México                | 0                    |                      |             |              |              |  |  |                      |       |
|  | México                | 0                    | Japón                | 2           |              |              |  |  |                      |       |
|  | San José, 27 de marzo |                      | Japón                | 2           |              |              |  |  |                      |       |
|  |                       | España               | 0                    |             |              |              |  |  |                      |       |
|  | Ghana                 | España               | 0                    | 2 (3)       |              |              |  |  |                      |       |
|  | Ghana                 | Liberia, 31 de marzo |                      | 2 (3)       |              |              |  |  |                      |       |
|  | Italia (p.)           | 2 (4)                |                      |             |              |              |  |  |                      |       |
|  | Italia (p.)           | 2 (4)                | Italia               | 0           | Tercer lugar | Tercer lugar |  |  |                      |       |
|  | Liberia, 27 de marzo  |                      | Italia               | 0           |              |              |  |  |                      |       |
|  |                       | España               | 2                    |             |              |              |  |  |                      |       |
|  | Nigeria               | España               | 2                    | 0           | Venezuela    | 4 (0)        |  |  |                      |       |
|  | Nigeria               |                      |                      | 0           | Venezuela    | 4 (0)        |  |  |                      |       |
|  | España                | 3                    |                      | Italia (p.) | 4 (2)        |              |  |  |                      |       |
|  | España                | 3                    |                      |             | 4 (2)        |              |  |  |                      |       |
|  |                       |                      |                      |             |              |              |  |  | San José, 4 de abril |       |
|  |                       |                      |                      |             |              |              |  |  |                      |       |

### Cuartos de final
| 27 de marzo de 2014, 14:00 | Venezuela                                     | 3:2 (2:2) | Canadá                      | Estadio Nacional de Costa Rica, San José                |                                                         |
|                            | Castellanos 6' · Zambrano 43' · G. García 62' | Reporte   | Kinzner 19' · Levasseur 40' | Asistencia: 1812 espectadores Árbitro(s): Jana Adamkova | Asistencia: 1812 espectadores Árbitro(s): Jana Adamkova |

| 27 de marzo de 2014, 17:00 | Ghana                                          | 2:2 (1:2) (3:4 p.)         | Italia                                                | Estadio Nacional de Costa Rica, San José                  |                                                           |
|                            | Ayieyam 4' · Abambila 90'                      | Reporte                    | Marinelli 8' · Giugliano 17' (pen.)                   | Asistencia: 1812 espectadores Árbitro(s): Fusako Kajiyama | Asistencia: 1812 espectadores Árbitro(s): Fusako Kajiyama |
|                            |                                                | Tiros desde el punto penal |                                                       |                                                           |                                                           |
|                            | Ayieyam · Kuzagbe · Opoku · Abambila · Amfobea |                            | Boattin · Giugliano · Simonetti · Serturini · Vergani |                                                           |                                                           |

| 27 de marzo de 2014, 17:00 | Japón                     | 2:0 (2:0) | México | Estadio Edgardo Baltodano Briceño, Liberia                |                                                           |
|                            | Hasegawa 11' · Sugita 44' | Reporte   |        | Asistencia: 3406 espectadores Árbitro(s): Carina Vitulano | Asistencia: 3406 espectadores Árbitro(s): Carina Vitulano |

| 27 de marzo de 2014, 20:00 | Nigeria | 0:3 (0:1) | España                                  | Estadio Edgardo Baltodano Briceño, Liberia                     |                                                                |
|                            |         | Reporte   | Guijarro 14' (pen.) 71' · N. García 58' | Asistencia: 3406 espectadores Árbitro(s): Anna– Marie Keighley | Asistencia: 3406 espectadores Árbitro(s): Anna– Marie Keighley |

### Semifinales
| 31 de marzo de 2014, 17:00 | Venezuela         | 1:4 (0:2) | Japón                                                       | Estadio Edgardo Baltodano Briceño, Liberia                 |                                                            |
|                            | Castellanos 90+2' | Reporte   | Nagano 13' · Ichise 33' · Kobayashi 52' · Sugita 63' (pen.) | Asistencia: 3528 espectadores Árbitro(s): Pernilla Larsson | Asistencia: 3528 espectadores Árbitro(s): Pernilla Larsson |

| 31 de marzo de 2014, 20:00 | Italia | 0:2 (0:0) | España                                      | Estadio Edgardo Baltodano Briceño, Liberia              |                                                         |
|                            |        | Reporte   | Hernández 48' (pen.) · N. García 81' (pen.) | Asistencia: 3528 espectadores Árbitro(s): Jana Adamkova | Asistencia: 3528 espectadores Árbitro(s): Jana Adamkova |

### Tercer lugar
| 4 de abril de 2014, 14:00 | Venezuela                                         | 4:4 (1:1) (0:2 p.)         | Italia                                              | Estadio Nacional de Costa Rica, San José                     |                                                              |
|                           | Marcano 45+2' · G. García 60' 68' · Luzardo 90+5' | Reporte                    | Bergamaschi 16' · Giugliano 55' 61' · Simonetti 79' | Asistencia: 29814 espectadores Árbitro(s): Pannipar Kamnueng | Asistencia: 29814 espectadores Árbitro(s): Pannipar Kamnueng |
|                           |                                                   | Tiros desde el punto penal |                                                     |                                                              |                                                              |
|                           | Moreno · Romero · D. Rodríguez · Goyo             |                            | Boattin · Giugliano · Simonetti                     |                                                              |                                                              |

### Final
| 4 de abril de 2014, 17:00 | Japón                 | 2:0 (1:0) | España | Estadio Nacional de Costa Rica, San José                  |                                                           |
|                           | Nishida 5' · Kono 78' | Reporte   |        | Asistencia: 22102 espectadores Árbitro(s): Lucila Venegas | Asistencia: 22102 espectadores Árbitro(s): Lucila Venegas |

|                           |
| Bandera de Japón          |
| Campeón Japón 1.er título |

## Estadísticas
| Equipo | Equipo          | Pts | PJ | PG | PE | PP | GF | GC | Dif | Rend   |
| ------ | --------------- | --- | -- | -- | -- | -- | -- | -- | --- | ------ |
| 1      | Japón           | 18  | 6  | 6  | 0  | 0  | 23 | 1  | 22  | 100%   |
| 2      | España          | 12  | 6  | 4  | 0  | 2  | 15 | 5  | 10  | 66,67% |
| 3      | Italia          | 8   | 6  | 2  | 2  | 2  | 9  | 9  | 0   | 44.44% |
| 4      | Venezuela       | 13  | 6  | 4  | 1  | 1  | 16 | 10 | 6   | 72,22% |
| 5      | Nigeria         | 9   | 4  | 3  | 0  | 1  | 7  | 5  | 2   | 75%    |
| 6      | Ghana           | 7   | 4  | 2  | 1  | 1  | 6  | 4  | 2   | 58.33% |
| 7      | México          | 6   | 4  | 2  | 0  | 2  | 8  | 5  | 3   | 50%    |
| 8      | Canadá          | 5   | 4  | 1  | 2  | 1  | 7  | 7  | 0   | 41.66% |
| 9      | Corea del Norte | 4   | 3  | 1  | 1  | 1  | 5  | 6  | -1  | 44.44% |
| 10     | China           | 3   | 3  | 1  | 0  | 2  | 4  | 7  | -3  | 33.33% |
| 11     | Zambia          | 3   | 3  | 1  | 0  | 2  | 2  | 7  | -5  | 33.33% |
| 12     | Alemania        | 1   | 3  | 0  | 1  | 2  | 5  | 7  | -2  | 11.11% |
| 13     | Nueva Zelanda   | 1   | 3  | 0  | 1  | 2  | 1  | 7  | -6  | 11.11% |
| 14     | Paraguay        | 1   | 3  | 0  | 1  | 2  | 2  | 18 | -16 | 11.11% |
| 15     | Costa Rica      | 0   | 3  | 0  | 0  | 3  | 1  | 6  | -5  | 0%     |
| 16     | Colombia        | 0   | 3  | 0  | 0  | 3  | 2  | 9  | -7  | 0%     |

### Goleadoras
Por primera vez en la historia de un Mundial de fútbol de cualquier categoría, la bota de oro la reciben dos jugadoras del mismo país, ya que hubo un empate de 6 goles cada una.
| Jugadora          | Selección | Goles |
| ----------------- | --------- | ----- |
| Deyna Castellanos | Venezuela | 6     |
| Gabriela García   | Venezuela | 6     |
| Hina Sugita       | Japón     | 5     |
| Nahikari García   | España    | 5     |
| Marie Levasseur   | Canadá    | 4     |
| Yui Hasegawa      | Japón     | 3     |
| Manuela Giugliano | Italia    | 3     |
| Uchenna Kanu      | Nigeria   | 3     |
| Pilar Garrote     | España    | 3     |

### Asistencias
| Jugadora          | Selección | Asist. |
| ----------------- | --------- | ------ |
| Deyna Castellanos | Venezuela | 3      |
| Gabriela García   | Venezuela | 3      |
| Yui Hasegawa      | Japón     | 3      |
| Hina Sugita       | Japón     | 2      |
| Nahikari García   | España    | 2      |
| Manuela Giugliano | Italia    | 2      |
| Rikako Kobayashi  | Japón     | 2      |
| Sandra Hernández  | España    | 2      |
| Mizuki Saihara    | Japón     | 2      |
| Belen Cruz        | México    | 2      |
| Lourdes Moreno    | Venezuela | 2      |

## Premios

### Balón de oro
| Premio          |                 | Jugadora      | Selección |
| --------------- | --------------- | ------------- | --------- |
| Balón de Oro    | Balón de Oro    | Hina Sugita   | Japón     |
| Balón de Plata  | Balón de Plata  | Yui Hasewaga  | Japón     |
| Balón de Bronce | Balón de Bronce | Pilar Garrote | España    |

### Bota de Oro
| Premio         |                | Jugadora          | Selección | Goles |
| -------------- | -------------- | ----------------- | --------- | ----- |
| Bota de Oro    | Bota de Oro    | Deyna Castellanos | Venezuela | 6     |
| Bota de Oro    | Bota de Oro    | Gabriela García   | Venezuela | 6     |
| Bota de Bronce | Bota de Bronce | Hina Sugita       | Japón     | 5     |

### Guante de Oro de adidas
| Premio        |               | Jugadora         | Selección |
| ------------- | ------------- | ---------------- | --------- |
| Guante de Oro | Guante de Oro | Mamiko Matsumoto | Japón     |

### Juego limpio
| Premio                            |  | Selección |
| --------------------------------- |  | --------- |
| Premio al Juego Limpio de la FIFA |  | Japón     |

## Símbolos y Mercadeo

### Canción
La canción oficial fue Pasión total, del grupo femenino FANS de Argentina. Fue escrita por Michel Zitron, Didrik Thott y Johan Wetterberg, y adaptada al español por Alejandro Landa y Afo Verde.

### Mascota
La mascota del evento fue Juna, una mariposa morfo azul. El nombre de ella significa "volar" en cabécar.